# ルイ・ド・ロレーヌ (1527-1578)
ルイ・ド・ロレーヌ（仏: Louis de Lorraine, 1527年10月21日 - 1578年3月29日）は、ヴァロワ朝時代のフランス・カトリック教会の高位聖職者。トロワ司教、アルビ大司教、サンス大司教、メス司教、枢機卿。大貴族ギーズ公爵家の一員。

## 生涯
ギーズ公クロードとその妻のアントワネット・ド・ブルボンの間の四男として生まれた。次兄のシャルルとともに聖職者の道に入り、1545年にトロワ司教に就任した。1550年にアルビ大司教に転任、1553年に教皇ユリウス3世により助祭枢機卿に叙階された。1561年にサンス大司教を兼ねるが、翌年に退いた。1568年、メス司教を兼ねた。ギーズ家の家門拡大政策には深く関わろうとはしなかった。